# سعادى غريه
سعادى غريه نوع نباتي يتبع جنس السعادى من الفصيلة السعدية. سمي تيمناً بالعالم أسا غريه أهم عالم نبات أمريكي في القرن التاسع عشر.

## الموئل والانتشار
موطنه الأصلي شرق الولايات المتحدة الأمريكية وشرق كندا.